# 伊戈尔·武舒罗维奇
伊戈尔·武舒罗维奇（羅馬化：Igor Vušurović，1974年9月24日—），黑山男子排球运动员。他曾代表南联盟队参加2000年夏季奥林匹克运动会排球比赛，结果获得一枚金牌。